# Kluky (zámek)
Kluky jsou zámek ve stejnojmenné vesnici mezi Kutnou Horou a Čáslaví ve Středočeském kraji. Předchůdcem zámku bývala středověká tvrz, která byla centrem malého šlechtického statku. Zámek vznikl její barokní přestavbou na začátku osmnáctého století, ale dochovaná podoba je výsledkem novorenesančních úprav z konce devatenáctého století. Zámecký areál s parkem je chráněn jako jako kulturní památka.

## Historie
Předchůdcem zámku bývala gotická tvrz postavená v blíže neznámé době během čtrnáctého nebo patnáctého století, kdy vesnici vlastnili kutnohorští měšťané a drobní šlechtici. První písemná zmínka o tvrzi pochází z roku 1538, kdy ji Jan mladší z Libodřic prodal spolu se vsí, poplužním dvorem, selskými dvory v Třebešicích a Lošánkách, vsí Chlumkem a podacími právy ke kostelům svatého Jana Křitele v Klucích a svatého Bonifáce v Loších Janovi Chotouchovskému z Nebovid.
Janův syn Václav rozšířil rodový majetek především o Žleby, ale Václavův syn Jindřich Chotouchovský Kluky v roce 1584 prodal Janovi staršímu Lukaveckému z Lukavce. Klucká tvrz pak zůstala Janovým sídlem až do jeho smrti v roce 1599. Zdědit ji měl Jetřich, sídlem na Souticích, ale ještě téhož roku zemřel, a statek přešel na jeho nezletilou dceru Žofii z Lukavce. Zemský soud však roku 1600 statek jejím jménem prodal Petrovi Lukaveckému z Lukavce. Předmětem prodeje byla klucká tvrz s pivovarem, dvěma poplužními dvory v Klucích, Třebešicemi, Lochy, Paběnicemi s pustou tvrzí, Třebonínem a dalším drobnějším majetkem. Petr v roce 1624 téměř celé panství prodal Janu Rudolfu Trčkovi z Lípy za deset tisíc kop míšeňských grošů. Ponechal si jen Paběnice, které držel jako manství, a dům v Kutné Hoře.
Kluky patřily ke statkům zabaveným Trčkům z Lípy za proticísařské spiknutí a císař Ferdinand II. je 30. května 1636 spolu s dalším majetkem prodal Ferdinandu Kurzovi ze Senftenau. Ten si Kluky ponechal jen do roku 1638, kdy je od něj koupil Erazim Lehnar. Tvrz v té době přestala sloužit jako vrchnostenské sídlo a chátrala. Po manželově smrti však na tvrzi bydlela vdova Eufemie Lehnarová. Zemřela v roce 1642, ale krátce před tím statek odkázala dceři Evě Marii Lehnarové, která 19. listopadu 1660 samotné Kluky prodala Janu Dětřichu Ledebourovi. Toho vystřídal Jan von der Cron, od nějž tvrz roku 1665 koupil hrabě Karel Leopold Millesimo. O deset let později statek koupila Eva Ludmila Valdštejnská z Glouchova, po níž od roku 1681 následoval Petr Mikuláš Kostomlatský z Vřesovic a Zárubové z Hustířan.
Vrchnostenským sídlem se Kluky znovu staly až krátce po roce 1700, kdy je získali Obytečtí z Obytec. Noví majitelé přestavěli starou tvrz na barokní zámek. Zrušili opevnění a na místě zasypaných příkopů založili zahradu.
Obyteckým z Obytec zámek patřil až do začátku devatenáctého století. Poté se v Klucích vystřídalo několik majitelů, až byl statek za Gabriely Auerspergové připojen k panství Žleby. Klucký zámek od té doby sloužil jen potřebám správy hospodářského dvora. V roce 1856 se stal majetkem Emílie Boleslavské z Rittersteinu, která ho nechala přestavět v novorenesančním slohu. V roce 1905 po ní zámek zdědila Berta Dačická z Heslova, jejíž rodině patřil až do roku 1945. Ve druhé polovině dvacátého století v zámecké budově sídlil místní národní výbor, část budovy sloužila jako jídelna státního statku a ve zbytku byly zřízeny byty.

## Stavební podoba

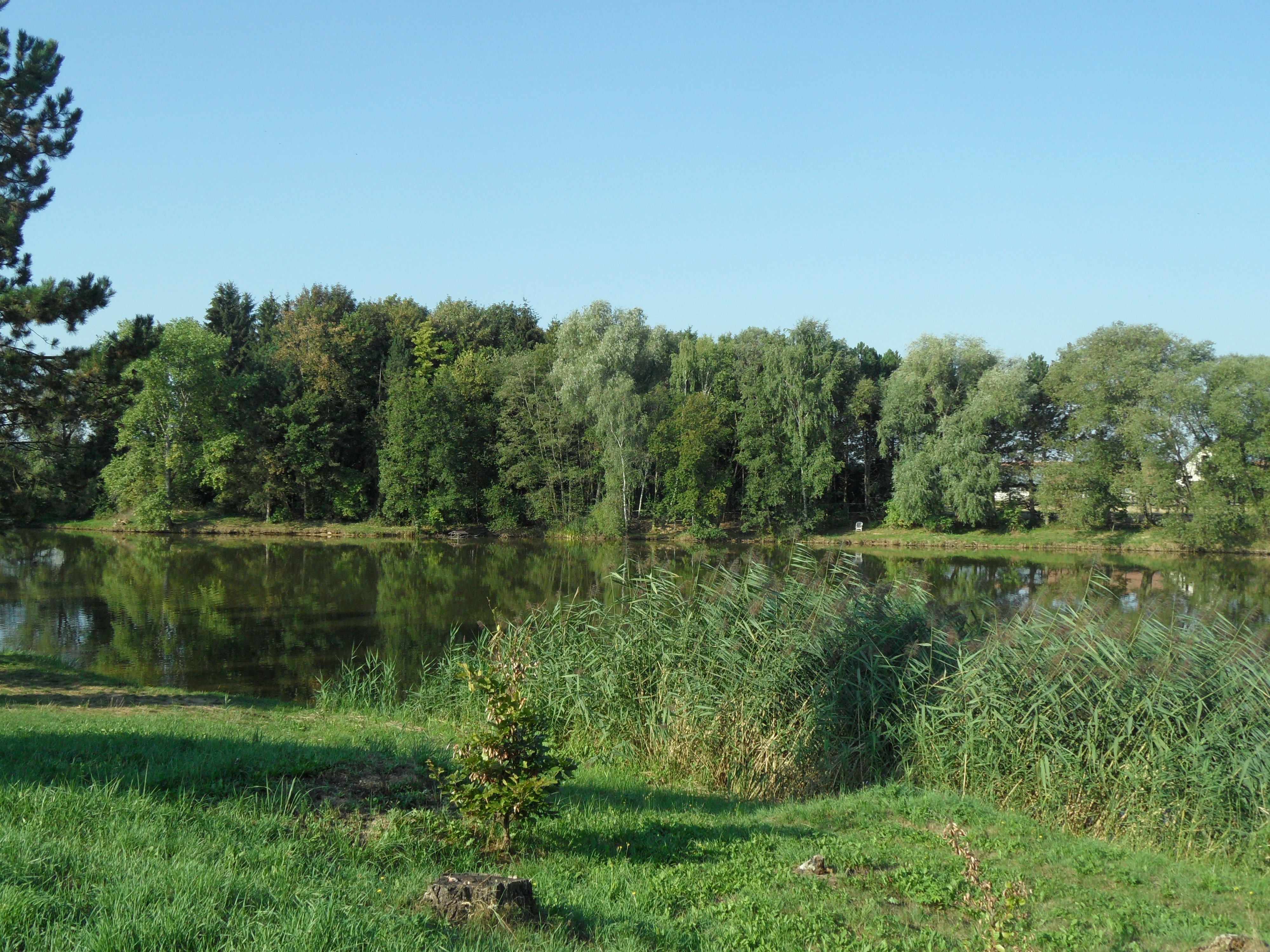
Rybník Bažantník na jižním okraji zámeckého parku

Dvoupatrový zámek má přibližně čtvercový půdorys a nízkou valbovou střechu. V nádvorním průčelí se nachází portál, nad nímž je umístěn balkon podepřený pilíři. V interiéru se v několika místnostech dochovaly klenuté stropy a bohatá štuková výzdoba. Zdivo původní gotické tvrze je obsaženo v části obvodové zdi do výše prvního patra. S výjimkou západní strany jsou kolem zámku patrné reliéfní pozůstatky příkopu. Kromě zámku k památkově chráněnému areálu patří zbytky ohradní zdi a přilehlý park.